# Heath Ledger
Pour les articles homonymes, voir Ledger.
Heath Ledger (/hiːθ ˈlɛdʒə/), né le 4 avril 1979 à Perth et mort le 22 janvier 2008 à New York, est un acteur australien.
Sa brève carrière est marquée par des succès internationaux, notamment grâce à ses rôles d'Ennis del Mar dans Le Secret de Brokeback Mountain (2005) et du Joker dans The Dark Knight (2008). Il meurt à 28 ans d'une surdose médicamenteuse liée à ses problèmes d'insomnie.
Son interprétation du Joker, ennemi juré de Batman, lui permet de remporter une trentaine de prix, notamment l'Oscar du meilleur acteur dans un second rôle en 2009 à titre posthume.

## Biographie

### Jeunesse
Heathcliff Andrew Ledger naît le 4 avril 1979 à Perth, en Australie. Son père, Kim Ledger, est ingénieur, suivant la tradition familiale. Sa mère, Sally Ramshaw, professeure de français, est issue du clan écossais Campbell. Ses parents le nomment Heathcliff en référence au héros du roman Les Hauts de Hurlevent d'Emily Brontë, comme ils avaient nommé leur fille Catherine quatre ans plus tôt en référence à la Catherine Earnshaw du même livre.
Pendant dix ans, il suit ses études au collège de Guildford Grammar où il exerce diverses activités sportives et artistiques. Excellent sportif, il joue au cricket et au football australien mais se démarque particulièrement en hockey sur gazon où il reçoit plusieurs récompenses. En dehors de l'école, il pratique également le surf, la pêche et le skateboard ; avec son père, il pratique plusieurs sports moto, participe à des courses de speedway et gagne plusieurs titres junior en karting,. Passionné d'échecs, il remporte le titre de champion junior d'Australie-Occidentale à dix ans,. Fan de Gene Kelly, il apprend tout seul à danser comme son modèle, et devient en 1996 le chorégraphe d'une équipe de soixante danseurs de Guildford Grammar avec lesquels il obtient un très bon classement au concours national du Rock Eisteddfod Challenge avec leur spectacle Fashion Frenzy.
Parallèlement, il débute sur scène à l'âge de dix ans en rejoignant la Globe Shakespeare Company, une compagnie de théâtre du coin dans laquelle il avait vu sa sœur jouer, et tient le rôle principal dans une pièce sur Peter Pan. À Guildford Grammar, il décide de choisir la matière « théâtre » en option, bien que plusieurs de ses professeurs tentent de l'en dissuader. En relation avec l'agent de sa sœur, il apparaît dans deux productions filmées à Perth : le film Clowning Around en 1992 et la série Ship to Shore (en) en 1993 mais ne compte pas encore réellement devenir acteur professionnel. En 1995, sa carrière d'acteur se précise lorsqu'il joue son premier véritable rôle en incarnant Snowy Bowles dans la série Sweat, également filmée à Perth. Sur le plateau, Ledger rencontre Martin Henderson, un autre acteur de la série, qui lui propose de l'accompagner à Sydney, la ville où il habite, pour tourner dans de plus grosses productions. Bien qu'hésitant, Ledger accepte et part séjourner un temps chez Henderson pour découvrir le milieu du cinéma, de la télévision et du théâtre.
En 1996, âgé de dix-sept ans, Heath Ledger quitte le collège dès l'obtention de son diplôme avec son meilleur ami, Trevor DiCarlo, et repart à Sydney pour tenter sa chance dans le cinéma. Une fois là-bas, il loue un appartement à Bondi avec Henderson et DiCarlo pendant un an. Il décroche un petit rôle dans le film Blackrock puis dans Paws. Il joue également le rôle de Scott Irwin dans plusieurs épisodes de la série Home and Away mais le début du succès commence avec la série Roar (en).

### Carrière

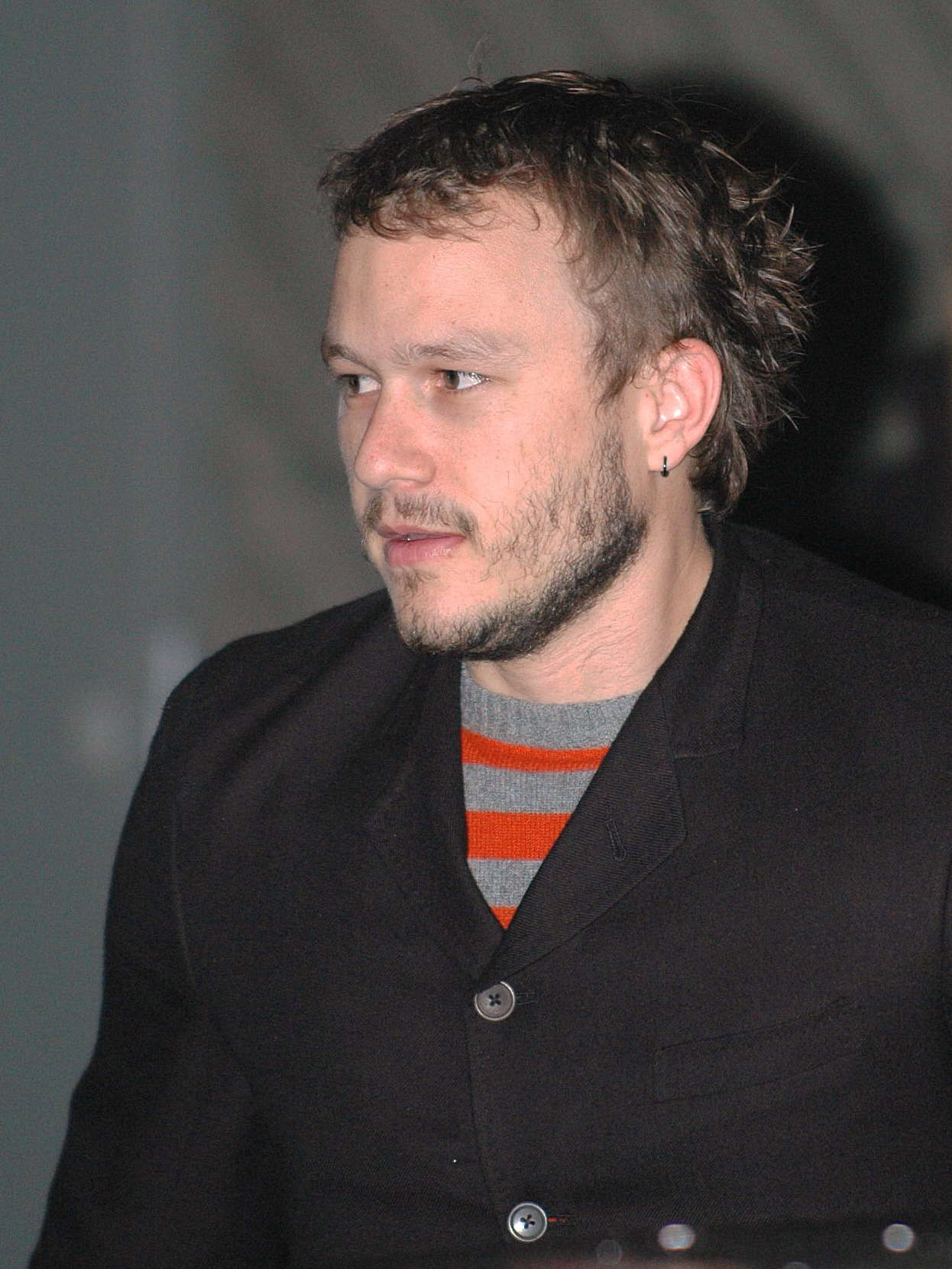
Heath Ledger au 56e festival du film de Berlin en 2006.

Série américaine tournée au Queensland, Roar est une série de fantasy dans laquelle Ledger incarne Conor, le rôle principal. Même si la série s'arrête rapidement faute d'audience aux États-Unis, Ledger y fait la connaissance de l'actrice américaine Lisa Zane, de dix-huit ans son aînée, avec qui il commence une liaison. Par ailleurs, grâce au battage médiatique de la Fox pour la série, Ledger se fait connaître et trouve un agent américain. Il suit Lisa Zane lorsqu'elle retourne à Los Angeles mais là-bas, il ne trouve dans un premier temps aucun travail. Finalement, il obtient le premier rôle dans le film australien Two Hands de Gregor Jordan, sorti en 1999. De retour à Hollywood, il apparaît dans le film Dix Bonnes Raisons de te larguer, où il partage la vedette avec Julia Stiles, qui obtient un large succès aux États-Unis et au Canada. En 2000, il tourne dans The Patriot : Le Chemin de la liberté, où il joue Gabriel Edouard Martin, le fils aîné du personnage incarné par l'acteur et réalisateur Mel Gibson.
En 2001, Heath Ledger joue le premier rôle dans la fiction anachronique Chevalier de Brian Helgeland qui obtient un fort succès. Le tournage a lieu à Prague, où il rencontre l'actrice Heather Graham, qui était en train de tourner From Hell de son côté. La même année, il obtient le ShoWest Award du meilleur espoir masculin pour son interprétation dans The Patriot. En 2002, il apparaît en vedette dans le film historique The Four Feathers de Shekhar Kapur. Il partage l'affiche avec Wes Bentley qui est censé enchaîner immédiatement avec le tournage du thriller À l'ombre de la haine de Marc Forster mais qui aimerait prendre un peu de repos. Wes Bentley propose alors à Heath de le remplacer dans ce film.
En juin 2001, il rompt avec Heather Graham et entame une liaison avec la mannequin Christina Cauchi. Il vit alors à New York, dans le quartier West Village. Il se rend à Rome pour tourner dans un autre film de Brian Helgeland, Le Purificateur, avec une partie de l'équipe de Chevalier. Il retourne ensuite en Australie pour tenir le rôle principal de Ned Kelly de Gregor Jordan. Dans l'intervalle, il quitte Christina Cauchi pour Naomi Watts, la covedette du film. Le film reçoit néanmoins un assez faible écho en dehors de l'Australie.
Ses relations avec Heather Graham et Naomi Watts attirent l'attention de la presse people. En 2003, il est sacré « homme de l'année » par le magazine australien Gentlemen's Quarterly, dans la catégorie acteurs. Ledger n'est cependant pas à la recherche de la célébrité, il n'est pas intéressé par le rôle de Spiderman (2002) et refuse le rôle principal du péplum Alexandre d'Oliver Stone sorti en 2004. À la place, il varie les rôles en tournant dans des films comme Les Seigneurs de Dogtown de Catherine Hardwicke, Les Frères Grimm de Terry Gilliam aux côtés de Matt Damon ou Candy de Neil Armfield (en).
En 2005, il interprète Ennis del Mar, un cow-boy bisexuel, dans Le Secret de Brokeback Mountain d'Ang Lee, aux côtés de Jake Gyllenhaal. Le succès du film est important et la prestation de Ledger lui vaut plusieurs récompenses ainsi qu'une nomination à la 78e cérémonie des Oscars dans la catégorie du « meilleur acteur ». Pendant le tournage, il rencontre sa compagne, la comédienne Michelle Williams qui donne naissance à leur premier enfant, Matilda Ledger, quelques mois plus tard, et dont les parrains sont Jake Gyllenhaal et Busy Philipps,. Il joue ensuite le rôle de Casanova au côté de Natalie Dormer dans Casanova de Lasse Hallström.
En 2007, il est l'un des interprètes de Bob Dylan dans le film I'm Not There (2007) mais surtout, il succède à Jack Nicholson dans le rôle du Joker dans The Dark Knight (2008), septième aventure de Batman au cinéma (mais deuxième volet de la série amorcée par Christopher Nolan). Le film devient le deuxième film américain le plus lucratif en salle de toute l'histoire des États-Unis.
Doté d'une grande énergie, Heath Ledger est affecté par des problèmes d'insomnie incontrôlables. « Il ne dormait que deux heures par nuit depuis de nombreuses années. », expliquent ses amis. Il prend énormément de médicaments pour tenter d'atténuer ce problème.

### Mort

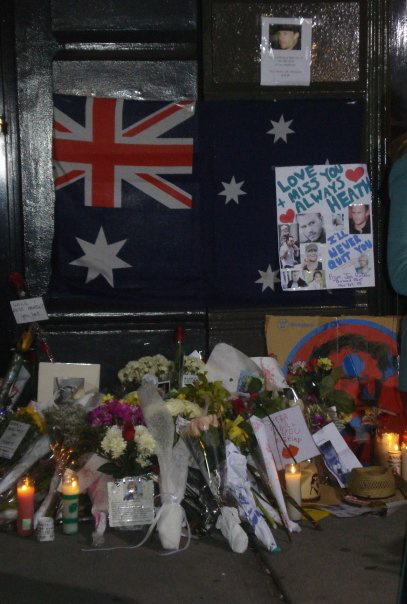
Parterre en hommage à Heath Ledger au 421 Broome Street à SoHo, Manhattan, le 23 janvier 2008.

À peine le tournage de Batman terminé, Heath Ledger entame celui de L'Imaginarium du docteur Parnassus sous la direction de Terry Gilliam. Il reste trois semaines de tournage à Vancouver sur fond vert lorsqu'il meurt chez lui le 22 janvier 2008 à 14 h 45, au 421 Broome Street (quartier de SoHo à Manhattan). Il est déclaré mort le jour même à 15 h 36 à l'âge de 28 ans, victime d'une intoxication aiguë due aux effets combinés de six médicaments, dont des analgésiques (oxycodone et hydrocodone), des antidépresseurs et des anxiolytiques (diazépam, lorazepam, alprazolam et doxylamine). La police conclut à une mort accidentelle liée à des prescriptions combinées abusivement.
Il est enterré au cimetière de Karrakatta à Perth, en Australie.
Le réalisateur Terry Gilliam fait appel à Johnny Depp, Jude Law et Colin Farrell pour le remplacer dans les scènes non tournées, donnant ainsi des visages différents au personnage principal à chacun de ses passages de l'autre côté du miroir magique. Les acteurs reverseront l'intégralité de leurs revenus à la fille de Heath Ledger.
Début août 2008, les procureurs fédéraux américains décident de ne pas donner suite à l'enquête criminelle portant sur la façon dont Heath Ledger s'était procuré les médicaments qui ont causé sa mort.

### Hommages posthumes

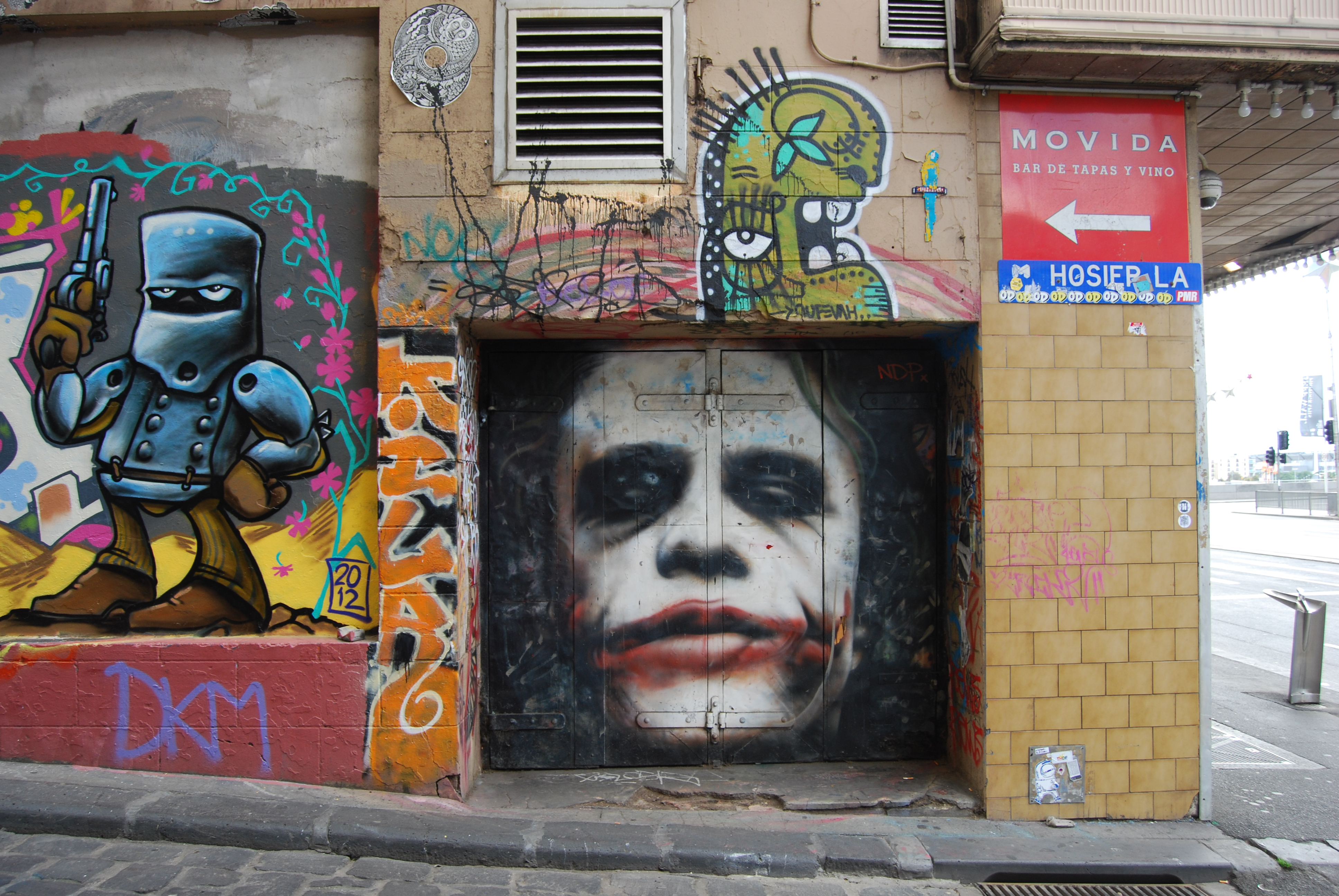
Street-art à Melbourne, représentant le Joker interprété par Heath Ledger.

Pour son interprétation du Joker dans The Dark Knight, Ledger obtient en 2009, à titre posthume, trois récompenses : un Golden Globe du meilleur acteur dans un second rôle, un British Academy Film Award du meilleur acteur dans un second rôle et un Oscar du meilleur acteur dans un second rôle. C'est la deuxième fois seulement dans l'histoire de la cérémonie des Oscars qu'un acteur reçoit la statuette à titre posthume, le premier étant Peter Finch pour son rôle dans Network en 1977.
En 2017, un documentaire I am Heath Ledger est réalisé par Derik Murray et Adrian Buitenhuis. Le film retrace la vie de l'acteur à l'aide d'images inédites et de témoignages. Certaines images insérées ont été filmées par l'acteur.

## Filmographie

### Télévision
- 1993-1994 : Ship to Shore de Glenda Hambly : Cycliste (3 épisodes)
- 1996 : Sport Académie (Sweat) de John Rapsey : Snowy Bowles (26 épisodes)
- 1997 : Roar (en) de Shaun Cassidy et Ron Koslow : Conor (13 épisodes)
- 1997 : Home and Away de Alan Bateman : Scott Irwin (10 épisodes)

### Cinéma
- 1992 : Clowning Around : le clown orphelin
- 1997 : Blackrock : Toby Ackland
- 1999 : Dix bonnes raisons de te larguer : Patrick Verona
- 1999 : Two Hands : Jimmy
- 2000 : The Patriot : Le Chemin de la liberté de Roland Emmerich : Gabriel Martin
- 2001 : Chevalier (A Knight's Tale) de Brian Helgeland : William Tatcher/Ulrich Von Liechtenchtein
- 2001 : À l'ombre de la haine de Marc Forster : Sonny Grotowski
- 2002 : Frères du désert (The Four Feathers) de Shekhar Kapur : Harry Faversham
- 2003 : Ned Kelly de Gregor Jordan : Ned Kelly
- 2003 : Le Purificateur (The Order) de Brian Helgeland : Alex Bernier
- 2005 : Les Frères Grimm de Terry Gilliam : Jacob Grimm
- 2005 : Le Secret de Brokeback Mountain d'Ang Lee : Ennis del Mar
- 2005 : Casanova de Lasse Hallström : Casanova
- 2005 : Les Seigneurs de Dogtown de Catherine Hardwicke : Skip Engblom
- 2006 : Candy de Neil Armfield (en) : Dan
- 2007 : I'm Not There de Todd Haynes : Robbie Clark
- 2008 : The Dark Knight de Christopher Nolan : Le Joker (sortie posthume)
- 2009 : L'Imaginarium du docteur Parnassus (The Imaginarium of Dr. Parnassus) de Terry Gilliam : Tony (sortie posthume)

## Distinctions
Note : Sauf mention contraire, les informations ci-dessous sont issues de la page Awards de Heath Ledger sur IMDb

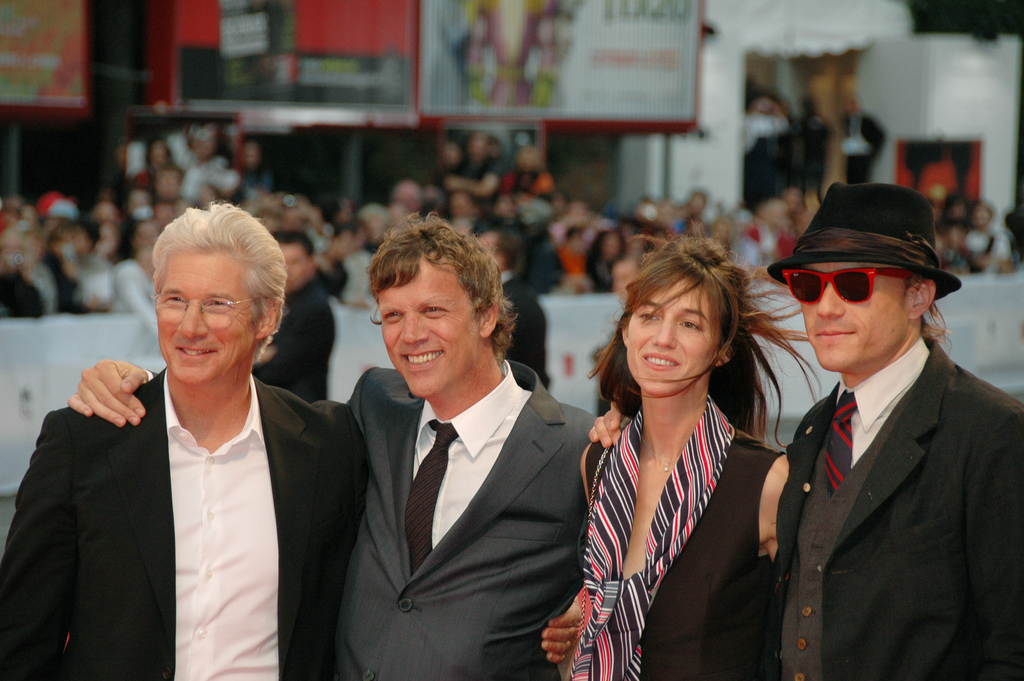
L'équipe du film I'm Not There à la 64e édition de la Mostra de Venise en 2007 (de gauche à droite) : Richard Gere, Todd Haynes, Charlotte Gainsbourg et Heath Ledger.

## Voix francophones
En version française, Heath Ledger n'a pas de voix régulière. Il est tout de même doublé à trois reprises par Philippe Valmont dans Chevalier, Les Frères Grimm et L'Imaginarium du docteur Parnassus. Arnaud Arbessier le double à deux reprises dans The Patriot : Le Chemin de la liberté et Les Seigneurs de Dogtown, de même pour Damien Ferrette dans Two Hands et Frères du désert. Enfin, il est doublé à titre exceptionnel par Tony Marot dans Dix Bonnes Raisons de te larguer, Damien Boisseau dans Le Purificateur, Jean-Michel Fête dans Le Secret de Brokeback Mountain, Adrien Antoine dans Casanova, Thibault de Montalembert dans I'm Not There et Stéphane Ronchewski dans The Dark Knight.
En version québécoise, Gilbert Lachance le double dans Dix choses que je déteste de toi, Casanova, Les Seigneurs de Dogtown et Le Chevalier noir tandis que Frédéric Paquet est sa voix dans Souvenirs de Brokeback Mountain, Les Frères Grimm et L'Imaginarium du docteur Parnassus.